# Lina Lehtovaara

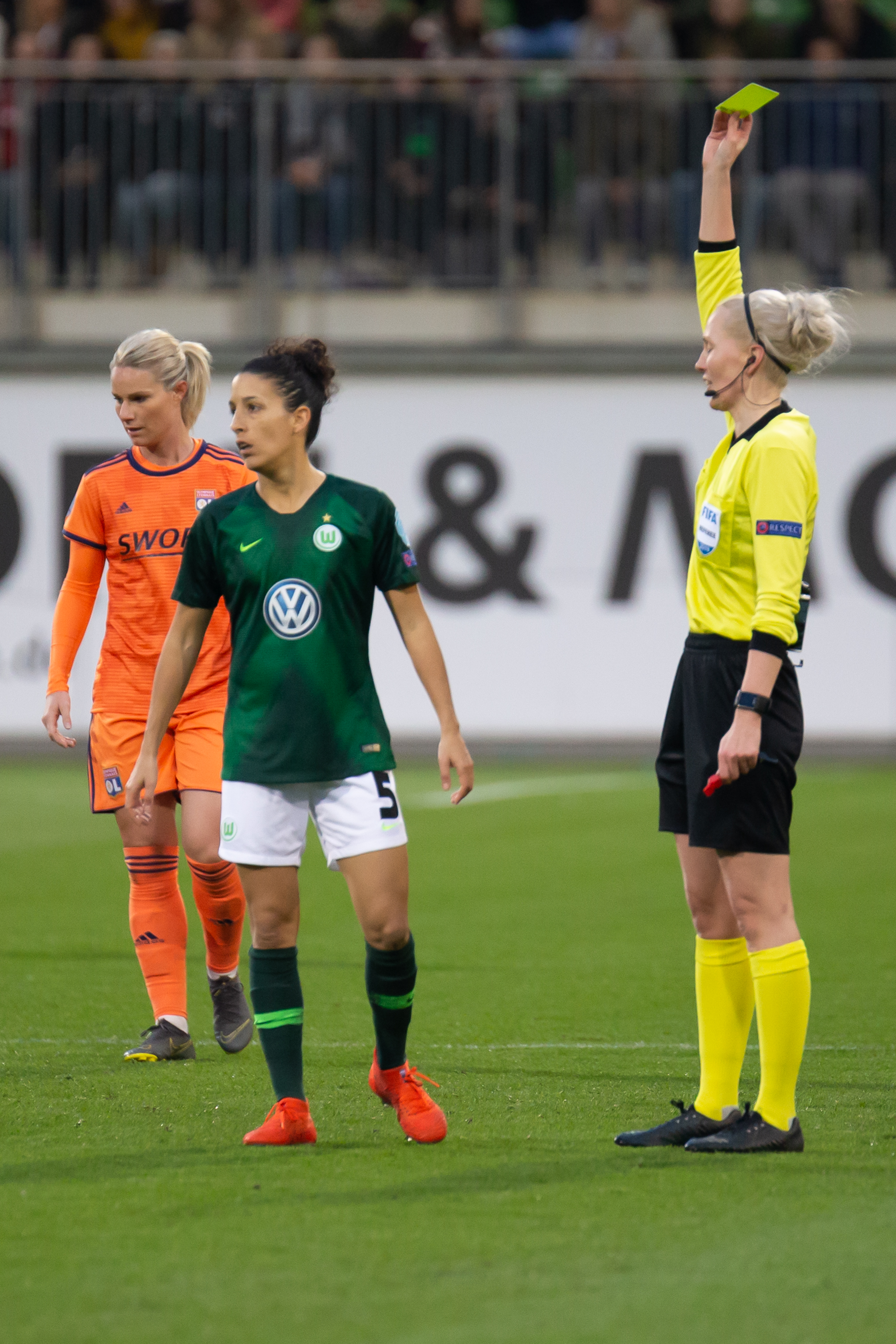
Lina Lehtovaara (till höger) under kvartsfinalen i UEFA Women's Champions League 2018/2019.

Lina Lehtovaara, född Långbacka 23 juni 1981 i Karleby, är en finländsk fotbollsdomare. Hon är domare i fotbolls-VM för damer 2023. Tidigare har hon dömt VM-kvalmatcher för damer och UEFA Women's Champions League. I Finland har hon flera gånger utsetts till årets domare. Under 2019 blev hon den andra kvinnliga domaren någonsin att döma en match i herrarnas division 1, den näst högsta serien i Finland.
Den 21 maj 2022 dömde Lehtovaara finalen av Uefa Women's Champions League 2021/2022 mellan spanska Barcelona och franska Lyon.
År 2023 togs hon ut till att döma VM i Australien och Nya Zeeland. Hennes första insats blev matchen i grupp B mellan Nigeria och Kanada den 21 juli 2023.
Lehtovaara sommarpratade i Svenska Yle den 7 juli 2021. Hon är bosatt i Pargas och utanför fotbollsplanen arbetar hon som lärare.